# Khyber Pakhtunkhwa
Khyber Pakhtunkhwa (Urdu خیبر پختونخوا; paschtunisch خیبر پښتونخوا), transkribiert Chaibar Pachtunchwa, von 1901 bis 2010 Nordwestliche Grenzprovinz (englisch North Western Frontier Province, NWFP) ist eine Provinz Pakistans. Sie ist überwiegend von Paschtunen bevölkert und hatte 2023 knapp 40,9 Millionen Einwohner. Große Teile der Provinz gehörten einst zu Afghanistan. Die Hauptstadt von Khyber Pakhtunkhwa ist Peschawar. Zum 31. Mai 2018 wurden die bisherigen Stammesgebiete unter Bundesverwaltung (FATA) in die Provinz Khyber Pakhtunkhwa eingegliedert. Khyber Pakhtunkhwa wird von den Afghanen auch Ost-Afghanistan oder Paschtunistan genannt.

## Geographie

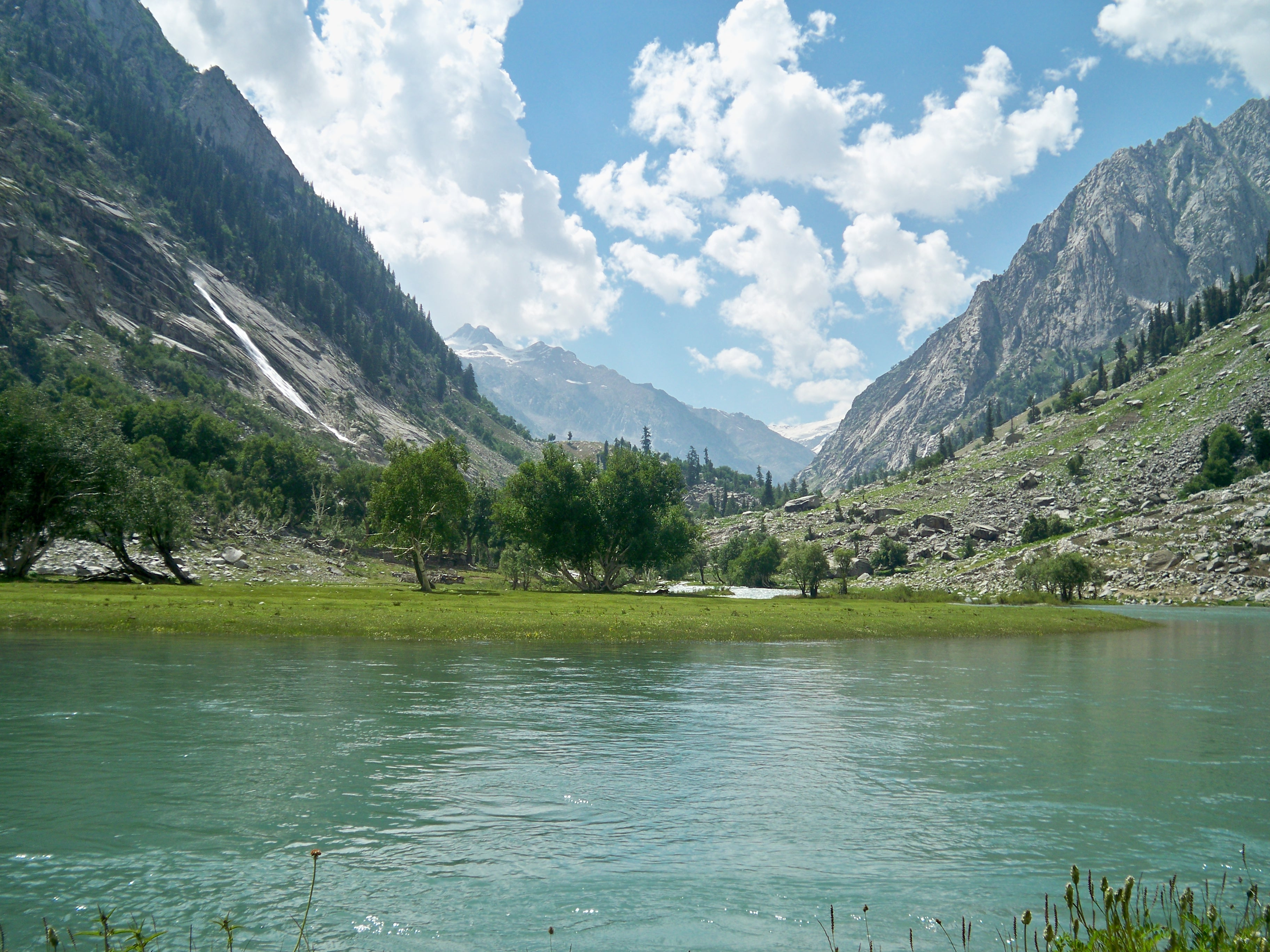
Kundol-See

Khyber Pakhtunkhwa grenzt (im Uhrzeigersinn, beginnend im Nordosten) an Gilgit-Baltistan (die früheren Nordgebiete), das teilautonome Asad Jammu und Kaschmir, an die Provinz Punjab – mit der es das Hauptstadtterritorium Islamabad umschließt –, an die Provinz Belutschistan sowie an Afghanistan. Mit einer Fläche von 101.741 km² ist Khyber Pakhtunkhwa die flächenmäßig kleinste Provinz Pakistans. Während sich die Ebene um die Provinzhauptstadt Peshawar auf ca. 340 m ü. M. erstreckt, ist der höchste Gipfel der Provinz, der Tirich Mir, 7708 m hoch. Die westlichen Gebiete an der Grenze zu Afghanistan sind sehr trocken mit spärlicher Vegetation; die zentralen und östlichen Berggebiete hingegen gehören bereits zum subtropischen kontinentalen Hochland, mit schneereichen Wintern, kühlen Sommern sowie Winter- und Sommerregen. Im Tiefland um Peshawar erreicht die Temperatur im Juni/Juli hingegen bis zu 45 °C.
Khyber Pakhtunkhwa ist die waldreichste Provinz Pakistans. Gemäß dem Forest Sector Master Plan von 1993 sind 17 % der Fläche bewaldet (Pakistan: 4,8 %), während 15 % landwirtschaftlich genutzt werden (Pakistan: 23 %). Diese offiziellen Zahlen werden von Experten jedoch bezweifelt, da eine Abholzung der Wälder nach wie vor rasch voranschreitet. Mehrere Berichte kamen denn auch zum Schluss, dass der Wald in den zugänglichen Gebieten von Khyber Pakhtunkhwa ohne drastische Maßnahmen bis ins Jahr 2025 verschwunden sein wird. Häufigste Arten sind unter den Nadelbäumen Himalaya-Zeder, Tränen-Kiefer, Pinus roxburghii, Pindrow-Tanne, Pinus excelsa und Pinea smithiana. Häufigster Laubbaum ist die Walnuss.
Im Norden der Provinz liegt der Chitral-Gol-Nationalpark, in dem seltene Bergtiere wie die Schraubenziege geschützt werden.

## Administration

Gebietsaufteilung

In ihrer heutigen Form besteht Khyber Pakhtunkhwa seit 1901, als sie von der britischen Besatzungsmacht den Namen North West Frontier erhielt; dieser war besonders bei der Bevölkerungsmehrheit der Paschtunen unbeliebt.
Administrativ ist die Provinz in 7 Divisionen und die folgenden 34 Distrikte unterteilt:
 
- Abbottabad
- Bajaur
- Bannu
- Batagram
- Buner
- Charsadda
- Chitral
- Dera Ismail Khan
- Hangu
- Haripur
- Karak
- Khyber
- Kohat
- Kolai-Palas
- Kurram
- Lakki Marwat
- Lower Dir
- Lower Kohistan
- Malakand
- Mansehra
- Mardan
- Mohmand
- Nordwasiristan
- Nowshera
- Orakzai
- Peshawar
- Shangla
- Südwasiristan
- Swabi
- Swat
- Tank
- Torghar
- Upper Dir
- Upper Kohistan

## Bevölkerung
2023 lebten 40,9 Mio. Menschen in Khyber Pakhtunkhwa. Seit 1950 hat sich die Bevölkerung mehr als versechsfacht. Die heutige Wachstumsrate liegt bei 2,4 % pro Jahr. Mehr als 83 % aller Menschen lebten 1998 im ländlichen Raum, bei einer Bevölkerungsdichte von 238 Personen/km²; das ist die zweithöchste Pakistans nach dem Punjab. Die durchschnittliche Haushaltsgröße beträgt acht Personen. Die Alphabetisierungsrate in den Jahren 2014/15 bei der Bevölkerung ab 10 Jahren liegt bei 53 % (Frauen: 35 %, Männer: 71 %).
Pashtu wird von 73,9 % der Bevölkerung (1998) gesprochen, gefolgt von dem nicht als Amtssprache anerkannten Hindko (18 %) in der Region Hazara, wobei viele Leute auch die Nationalsprache Urdu sprechen. 1998 bezeichneten sich 99,4 % der Bevölkerung von Khyber Pakhtunkhwa als Muslime.
2008 wurde die Anzahl der Flüchtlinge aus Afghanistan auf 1,5 Millionen geschätzt.

## Bevölkerungsentwicklung
Zensusbevölkerung der Provinz (ohne Stammesgebiete) seit der ersten Volkszählung im Jahr 1951: Ab 2023 ist auch die Bevölkerung der Stammesgebiete enthalten.
| Zensusjahr | Einwohnerzahl |
| ---------- | ------------- |
| 1951       | 4.556.545     |
| 1961       | 5.730.991     |
| 1972       | 8.388.551     |
| 1981       | 11.061.328    |
| 1998       | 17.743.645    |
| 2017       | 30.523.371    |
| 2023       | 40.856.097    |

## Geschichte
In der Zeit der britischen Herrschaft stellte die North-West Frontier die Außengrenze des Britischen Weltreichs dar. Sie wurde 1893 als Durand-Linie unter britischem Druck gezogen, im November 1901 wurde dann die North-West Frontier Province durch Lord Curzon gebildet. Die größte Konzentration von Einheiten der British Indian Army befand sich hier, an der Grenze nach Afghanistan. Die Briten befürchteten, dass Russland von dort zum Angriff um die Vorherrschaft in Zentralasien, dem „Great Game“, antreten würde. Aus diesem Grund begannen hier die Anglo-Afghanischen Kriege.
Die Überschwemmungskatastrophe in Pakistan 2010 war für dieses Gebiet die schlimmste Überschwemmung seit 1929. Viele Häuser wurden weggespült, Brücken und Straßen stark beschädigt, das Vieh ertrank teilweise und die Ernten wurden weitgehend zerstört.
Im Zuge der Initiative Billion Tree Tsunami setzte die Provinzregierung bis 2017 auf einer Fläche von über 350.000 Hektar ein Wiederbegrünungs- und Landschaftssanierungsprogramm um.